# Gary Lewis & the Playboys
Gary Lewis & the Playboys waren een Amerikaanse pop- en rockband uit de jaren 1960, geleid door muzikant Gary Lewis, de zoon van komiek Jerry Lewis. Ze zijn vooral bekend om hun Billboard Hot 100 nummer één single This Diamond Ring uit 1965, gecomponeerd door Al Kooper en was de eerste van een reeks hitsingles die ze in 1965 en 1966 hadden. De band had een serieus buurjongen-imago vergelijkbaar met aan Britse tijdgenoten van de Britse invasie, zoals Herman's Hermits en Gerry & the Pacemakers. De band stopte in 1970, maar een versie van de band hervatte later het toeren en blijft toeren, vaak spelend voor de baten van veteranen.

## Bezetting
- Gary Lewis (drums, zang) (31 juli 1946, New York)
- David Walker (slaggitaar) (12 mei 1943, Montgomery)
- Allan Ramsay (basgitaar) (27 juli 1943 - 27 november 1985, 42 jaar) - vervangen door Tom Tripplehorn
- David Costell (leadgitaar) (15 maart 1944, Pittsburgh, Pennsylvania) - vervangen door Carl Radle
- John West (orgel, cordovox (elektronische accordeon) (31 juli 1939, Uhrichsville, Ohio) - vervangen door James Karstein

## Carrière
De band begon als Gary & the Playboys. Gary Lewis begon de band met vier vrienden van hem toen hij 18 was. Lewis maakte een grapje over het feit dat zijn bandleden te laat waren om te oefenen en noemde hen 'playboys', waardoor de bandnaam ontstond. Ze deden auditie voor een baan bij Disneyland zonder Disneyland-medewerkers te vertellen over de beroemde vader van Lewis. Ze werden ter plekke aangenomen, het publiek in Disneyland accepteerde ze snel en The Playboys speelden al snel elke avond voor een volle zaal.
De orkestleider Les Brown, die Jerry Lewis al jaren kende, had platenproducent Snuff Garrett verteld dat de jongere Lewis in Disneyland speelde. Nadat hij naar de band had geluisterd, dacht Garrett dat het gebruik van Gary's beroemde naam misschien meer platen zou verkopen, en hij overtuigde hen om Lewis aan hun naam toe te voegen. Garrett bracht ze naar een opnamestudio met het nummer This Diamond Ring in een sessie die werd gefinancierd door Jerry Lewis' vrouw Patti. Er is gemeld dat de Playboys hun eigen instrumenten niet in de studio mochten spelen, maar Lewis heeft dit sindsdien ontkend. Garrett wilde de kans op een hit maximaliseren, dus hij stond erop ervaren sessiemuzikanten te gebruiken voor de overdubs, waaronder gitaar- en keyboardsolo's, extra bas- en drumoverdubs en pauken. Deze muzikanten waren Mike Deasy en Tommy Allsup op gitaar, Leon Russell op keyboards, Joe Osborn op bas en Hal Blaine op drums, leden van de grotere groep die bekend staat als The Wrecking Crew. Sessiezanger Ron Hicklin deed het basiszangnummer. Garrett voegde vervolgens tweemaal de stem van Lewis toe, voegde een aantal Playboys toe en meer van Hicklin.
Garrett kreeg airplay in New York voor This Diamond Ring door een deal te sluiten met WINS-diskjockey 'Murray the K' Kaufman, die een reeks all-star-concerten gaf in theaters in de omgeving van New York. Garrett beloofde dat als Kaufman de plaat van Lewis zou spelen, de Playboys zijn shows zouden doen. Garrett liet Jerry Lewis vervolgens zijn contacten gebruiken om zijn zoon in The Ed Sullivan Show te krijgen. Sullivan had echter een algemeen beleid dat alle acts die in zijn show te zien waren, live moesten optreden. Omdat er zoveel studiotrucs op de plaat waren gebruikt, konden de Playboys het geluid niet recreëren. Als compromis zong Lewis mee met vooraf opgenomen nummers, terwijl de Playboys deden alsof ze hun instrumenten bespeelden.
De uitzending van januari 1965 maakte Gary Lewis & the Playboys actuele sterren. This Diamond Ring ging naar nummer 1, verkocht meer dan 1 miljoen exemplaren in april 1965 en kreeg een gouden schijf. Tegen het einde van 1965 bleven echter alleen West en Lewis in de band. Andere latere bandleden waren Tommy Tripplehorn, de vader van actrice Jeanne Tripplehorn, Carl Radle (overleden 1980), Jimmy Karstein, Randy Ruff, Pete Vrains, Bob Simpson, Adolf Zeugner, Les John, Wayne Bruno en Dave Gonzalez.
De band was een van de slechts twee acts in de jaren 1960 waarvan de eerste zeven publicaties in de Billboard Hot 100 de top 10 van die hitlijst bereikten (The Lovin' Spoonful was de andere). De singles waren This Diamond Ring (#1), Count Me In (het enige niet-Britse Gemenebest-nummer in de Top 10 van de Hot 100 op 8 mei 1965, op nummer 2), Save Your Heart for Me (#2), Everybody Loves a Clown (#4), She's Just My Style (#3), Sure Gonna Miss Her (#9) en Green Gras (#8). Lewis werd in januari 1967 opgeroepen voor het Amerikaanse leger, met eerder gemaakte opnamen die zich bleven plaatsen in de Hot 100, maar met afnemend succes.
Bij zijn ontslag in 1968 keerde Lewis onmiddellijk terug naar de opnamen en bereikte voor de laatste keer de top 40 met een top 20-remake van Sealed With A Kiss van Brian Hyland, maar niet in staat om het eerdere zwier van zijn band te herwinnen. Lewis bleef toeren en bracht de band uiteindelijk op de markt als een nostalgische act. Hij verscheen ook en trad op op veel van zijn vaders Labor Day telethons voor de Muscular Dystrophy Association.
In totaal had Lewis acht gouden singles, 12 Top 40-hitsingles (maar slechts 15 Hot 100-inzendingen) en vier gouden albums. Naast The Ed Sullivan Show was hij te zien in American Bandstand, Shindig!, Hullabaloo, The Sally Jessy Raphaël show, The Tonight Show Starring Johnny Carson, The Mike Douglas Show, Nashville Now en Wolfman Jack.
Ondanks het Amerikaanse succes van de band maakten ze vrijwel geen indruk in het Verenigd Koninkrijk. Hun enige optreden in de UK Singles Chart vond plaats in 1975, toen een heruitgave van My Heart's Symphony uit 1966 piekte op nummer 36. In de tijd dat Britse bands het Amerikaanse muziekcircuit domineerden, waren Gary Lewis & the Playboys een van de weinige succesvolle bands van eigen bodem uit de jaren 1960.

## Discografie

### Singles
| Jaar | Single                                                  | Hoogst bereikte posities | Hoogst bereikte posities | Hoogst bereikte posities | Hoogst bereikte posities | Hoogst bereikte posities | Hoogst bereikte posities | Catalogus      | B-kant (vermeld op hetzelfde album als de A-kant, behalve waar aangegeven)                                                 | Album                                      |
| Jaar | Single                                                  | VS                       | CAN                      | VS AC                    | AU                       | SA                       | VK                       | Catalogus      | B-kant (vermeld op hetzelfde album als de A-kant, behalve waar aangegeven)                                                 | Album                                      |
| ---- | ------------------------------------------------------- | ------------------------ | ------------------------ | ------------------------ | ------------------------ | ------------------------ | ------------------------ | -------------- | --- | ------------------------------------------ |
| 1965 | This Diamond Ring                                       | 1                        | 3                        | -                        | 6                        | -                        | -                        | Liberty 55756  | Hard to Find (later vervangen door Tijuana Wedding) (beide zijn niet-LP-nummers)                                           | This Diamond Ring                          |
| 1965 | Count Me In                                             | 2                        | 3                        | -                        | 49                       | -                        | -                        | Liberty 55778  | Little Miss Go-Go | A Session with Gary Lewis and the Playboys |
| 1965 | Doin' the Flake(Kellogg's Corn Flakes promo-publicatie) | -                        | -                        | -                        | -                        | -                        | -                        | Liberty 65-227 | This Diamond Ring / Little Miss Go-Go(uit respectievelijk This Diamond Ring en A Session with Gary Lewis and the Playboys) | niet-LP nummer                             |
| 1965 | Save Your Heart for Me                                  | 2                        | 1                        | 1                        | 60                       | -                        | -                        | Liberty 55809  | Without a Word of Warning                                                                                                  | A Session with Gary Lewis and the Playboys |
| 1965 | Everybody Loves a Clown                                 | 4                        | 10                       | -                        | 62                       | -                        | -                        | Liberty 55818  | Time Stands Still | Everybody Loves a Clown                    |
| 1965 | She's Just My Style                                     | 3                        | 5                        | -                        | 53                       | -                        | -                        | Liberty 55846  | I Won't Make That Mistake Again                                                                                            | She's Just My Style                        |
| 1966 | Sure Gonna Miss Her                                     | 9                        | 21                       | -                        | 72                       | -                        | -                        | Liberty 55865  | I Don't Wanna Say Goodnight (niet-LP nummer)                                                                               | Hits Again                                 |
| 1966 | Green Grass                                             | 8                        | 1                        | -                        | 64                       | -                        | -                        | Liberty 55880  | I Can Read Between the Lines                                                                                               | Hits Again                                 |
| 1966 | My Heart's Symphony                                     | 13                       | 31                       | -                        | 98                       | -                        | 36                       | Liberty 55898  | Tina (I Held You in My Arms)                                                                                               | (You Don't Have To) Paint Me a Picture     |
| 1966 | (You Don't Have To) Paint Me a Picture                  | 15                       | 9                        | -                        | 58                       | 7                        | -                        | Liberty 55914  | Looking For the Stars | (You Don't Have To) Paint Me a Picture     |
| 1966 | Where Will the Words Come From                          | 21                       | -                        | -                        | 99                       | -                        | -                        | Liberty 55933  | May the Best Man Win (van Gary Lewis and The Playboys)                                                                     | (You Don't Have To) Paint Me a Picture     |
| 1967 | Way Way Out(Way...Way Out promo-publicatie)             | -                        | -                        | -                        | -                        | -                        | -                        | Liberty (no #) | | niet-LP nummer                             |
| 1967 | The Loser (with a Broken Heart)                         | 43                       | -                        | -                        | 98                       | -                        | -                        | Liberty 55949  | Ice Melts in the Sun | More Golden Greats                         |
| 1967 | Girls in Love                                           | 39                       | -                        | -                        | -                        | -                        | -                        | Liberty 55971  | Let's Be More Than Friends                                                                                                 | New Directions                             |
| 1967 | Jill                                                    | 52                       | -                        | -                        | -                        | -                        | -                        | Liberty 55985  | New in Town (van New Directions)                                                                                           | Listen!                                    |
| 1967 | Has She Got The Nicest Eyes                             | -                        | -                        | -                        | -                        | -                        | -                        | Liberty 56011  | Happiness | Rhythm!                                    |
| 1968 | Sealed with a Kiss                                      | 19                       | 7                        | 32                       | 74                       | -                        | -                        | Liberty 56037  | Sara Jane | Gary Lewis Now!                            |
| 1968 | Main Street                                             | 101                      | -                        | -                        | -                        | -                        | -                        | Liberty 56075  | C.C. Rider | Close Cover Before Playing                 |
| 1969 | Rhythm of the Rain                                      | 63                       | 37                       | -                        | -                        | -                        | -                        | Liberty 56093  | Mister Memory (van Close Cover Before Playing)                                                                             | Rhythm of the Rain/Hayride                 |
| 1969 | Hayride                                                 | -                        | -                        | -                        | -                        | -                        | -                        | Liberty 56121  | Gary's Groove (niet-LP nummer)                                                                                             | Rhythm of the Rain/Hayride                 |
| 1969 | I Saw Elvis Presley Last Night                          | -                        | -                        | -                        | -                        | -                        | -                        | Liberty 56144  | Something is Wrong | I'm on the Right Road Now                  |
| 1970 | I'm on the Right Road Now                               | -                        | -                        | -                        | -                        | -                        | -                        | Liberty 56158  | Great Balls of Fire | I'm on the Right Road Now                  |
| 1972 | Then Again Maybe(Gary Lewis solo)                       | -                        | -                        | -                        | -                        | -                        | -                        | Scepter 12359  | Peace of Mind | niet-LP nummers                            |
| 1975 | One Good Woman(Gary Lewis solo)                         | -                        | -                        | -                        | -                        | -                        | -                        | Epic 50068     | Ooh Baby | niet-LP nummers                            |

### Albums
| Jaar | Album                                      | Billboard 200 | Platenlabel     |
| ---- | ------------------------------------------ | ------------- | --------------- |
| 1965 | This Diamond Ring                          | 26            | Liberty Records |
| 1965 | A Session with Gary Lewis and the Playboys | 18            | Liberty Records |
| 1965 | Everybody Loves a Clown                    | 44            | Liberty Records |
| 1965 | She's Just My Style                        | 71            | Liberty Records |
| 1966 | Hits Again                                 | 47            | Liberty Records |
| 1966 | (You Don't Have To) Paint Me a Picture     | 79            | Liberty Records |
| 1967 | New Directions                             | 185           | Liberty Records |
| 1967 | Listen!                                    | –             | Liberty Records |
| 1967 | Gary Lewis & The Playboys                  | -             | Sunset Records  |
| 1968 | Gary Lewis Now!                            | 150           | Liberty Records |
| 1969 | Rhythm of the Rain/Hayride                 | –             | Liberty Records |
| 1969 | Close Cover Before Playing                 | –             | Liberty Records |
| 1969 | Rhythm!                                    | –             | Sunset Records  |
| 1969 | I'm on the Right Road Now                  | -             | Liberty Records |

### Compilaties
| Jaar | Album                                        | Billboard 200 | Platenlabel            |
| ---- | -------------------------------------------- | ------------- | ---------------------- |
| 1966 | Golden Greats                                | 10            | Liberty Records        |
| 1968 | More Golden Greats                           | –             | Liberty Records        |
| 1975 | The Very Best of Gary Lewis and the Playboys | –             | United Artists Records |
| 1990 | The Legendary Masters Series                 | –             | EMI Records            |